# 고창권
고창권(高昌權, 1965년 6월 13일~)은 대한민국의 제4·5대 부산광역시 해운대구의원이었으며, 민중당 부산시당 상임위원장이다. 부산광역시 해운대구 반송동 출신이다.

## 학력
- 1972.03~1978.02 운봉국민학교 졸업
- 1978.03~1981.02 내성중학교 졸업
- 1981.03~1984.02 내성고등학교 졸업
- 1984.03~1990.02 인제대학교 의과대학 졸업

### 비학위 수료
- 부산대학교 일반대학원 석사 과정 수료

## 경력
- 공군 중위 전역
- 1995 해인의원 원장
- 부산경남 인도주의 실천의사협의회 사무국장
- 1998 풀뿌리지역공동체 희망세상 초대회장
- 2002.07~2006.06 제4대 부산광역시 해운대구의회 의원
- 2002.07~2004.07 제4대 부산광역시 해운대구의회 전반기 의회운영위원회 위원
- 2002.07~2004.07 제4대 부산광역시 해운대구의회 전반기 기획총무위원회 간사
- 2002.07~2004.07 제4대 부산광역시 해운대구의회 전반기 예산결산특별위원회 위원
- 2003.06~2003.07 제4대 부산광역시 해운대구의회 해운대지구신시가지건설사업비특별회계조성사용에따른대책특별위원회 위원
- 2004.07~2006.06 제4대 부산광역시 해운대구의회 후반기 기획총무위원회 위원장
- 2006.07~2010.02 제5대 부산광역시 해운대구의회 의원
- 2006.07~2008.07 제5대 부산광역시 해운대구의회 전반기 기획주민행정위원회 위원
- 2006.07~2008.07 제5대 부산광역시 해운대구의회 전반기 예산결산특별위원 위원
- 2008.07~2010.02 제5대 부산광역시 해운대구의회 후반기 의회운영위원회 위원
- 2008.07~2010.02 제5대 부산광역시 해운대구의회 후반기 관광환경도시위원회 위원
- 2008.07~2010.02 제5대 부산광역시 해운대구의회 후반기 예산결산특별위원 위원
- 2010.02~2010.02 제5대 부산광역시 해운대구의회 후반기 주민도시보건위원회 위원
- 국민참여당 부산시당 위원장
- 통합진보당 부산시당 공동위원장
- 통합진보당 민생경제보호특별위원회 공동위원장
- 부산분권혁신운동본부 공동대표
- 풀뿌리공동체 "희망세상" 고문
- (사)노동인권연대 이사
- 2012.07~2014.12 통합진보당 부산시당 위원장
- 2017.09~2017.10 새민중정당 부산시당 상임위원장
- 민중당 부산시당 상임위원장

## 수상
- 2001 제10회 부산 민주시민상 수상

## 역대 선거 결과
|  | 43.00% |

|  | 32.34% |

|  | 35.76% |

|  | 40.27% |

|  | 0% |

|  | 3.22% |